# Gustaw Ziritz
Gustaw Ziritz (ukr. Густав Ціріц, niem. Gustav Zieritz) (ur. 15 lutego 1872 w Satu Mare, zm. latem 1920 w Moskwie) – generał-czotar, szef sztabu Ukraińskiej Armii Halickiej.

## Życiorys
Na stopień kadeta–zastępcy oficera został mianowany ze starszeństwem z 1 września 1891 i wcielony do Czeskiego Pułku Piechoty Nr 74, który wówczas stacjonował w Terezinie. Na stopień podporucznika został mianowany ze starszeństwem z 1 maja 1893. W następnym roku został przeniesiony do Morawskiego Pułku Piechoty Nr 3, który wówczas stacjonował w Wiedniu, a później w Brnie. Na stopień porucznika został mianowany ze starszeństwem z 1 maja 1897. W latach 1897–1900 pełnił służbę na stanowisku adiutanta pułku. W 1900 został przeniesiony do Galicyjsko-bukowińskiego Pułku Piechoty Nr 95, który wówczas stacjonował w Stanisławowie. 1 września 1903 został przydzielony do Szkoły Kadetów Piechoty we Lwowie na stanowisko nauczyciela, pozostając oficerem nadetatowym IR. 95. W roku szkolym 1905/06 obowiązki nauczyciela łączył z funkcją komendanta 2. kompanii. W 1906 wrócił do macierzystego pułku, który w międzyczasie został przeniesiony do Lwowa. W tym samym roku został powołany do Szkoły Wojennej w Wiedniu, w charakterze słuchacza. Na stopień kapitana został mianowany ze starszeństwem z 1 listopada 1907. W 1909, po ukończeniu szkoły otrzymał tytuł „oficer przydzielony do Sztabu Generalnego” i został przydzielony do 15 Brygady Piechoty w Bolzano na stanowisko oficera sztabu. Będąc słuchaczem Szkoły Wojennej, a następnie pełniąc służbę sztabową pozostawał oficerem nadetatowym IR. 95. W 1911 został przydzielony do 49 Brygady Piechoty w Wiedniu na stanowisko oficera sztabu. W 1912 otrzymał tytuł „oficera Sztabu Generalnego” i przydział do Komendy 2 Korpusu w Wiedniu. W następnym roku został przydzielony do Komendy 43 Dywizji Piechoty Obrony Krajowej w Czerniowcach, początkowo na stanowisko oficera sztabu, a później szefa sztabu. Na stopień podpułkownika został mianowany 1 lutego 1916.
Został wzięty do niewoli przez bolszewików, zmarł w szpitalu więziennym.

## Ordery i odznaczenia
W czasie służby w c. i k. Armii otrzymał:
- Order Korony Żelaznej 3. klasy z dekoracją wojenną,
- Krzyż Zasługi Wojskowej 3 klasy z dekoracją wojenną,
- Signum Laudis Brązowy Medal Zasługi Wojskowej z mieczami na wstążce Krzyża Zasługi Wojskowej,
- Signum Laudis Brązowy Medal Zasługi Wojskowej na czerwonej wstążce,
- Krzyż za 25-letnią służbę wojskową dla oficerów,
- Brązowy Medal Jubileuszowy Pamiątkowy dla Sił Zbrojnych i Żandarmerii,
- Krzyż Jubileuszowy Wojskowy[4].